# 84447 Jeffkanipe
84447 Jeffkanipe este un asteroid din centura principală de asteroizi.

## Descriere
84447 Jeffkanipe este un asteroid din centura principală de asteroizi. A fost descoperit pe 6 octombrie 2002 la Haleakala în cadrul programului NEAT. Asteroidul prezintă o orbită caracterizată de o semiaxă mare de 2,52 ua, o excentricitate de 0,02 și o înclinație de 10,3° în raport cu ecliptica.